# Катастрофа Boeing 707 под Брюсселем
Катастрофа Boeing 707 под Брюсселем — крупная авиационная катастрофа, произошедшая 15 февраля 1961 года. Авиалайнер Boeing 707-329 авиакомпании Sabena выполнял плановый межконтинентальный рейс SN548 по маршруту Нью-Йорк—Брюссель, но при заходе на посадку рухнул на землю в 3 километрах от аэропорта Брюсселя. В катастрофе погибли 73 человека — все находившиеся на борту самолёта 72 человека (61 пассажир и 11 членов экипажа) и 1 человек на земле.
Среди погибших была сборная США по фигурному катанию (18 спортсменов и 9 других членов делегации), которая летела на чемпионат мира в Прагу (Чехословакия). В знак скорби по погибшим американским спортсменам чемпионат мира отменили.

## Самолёт
Boeing 707-329 (регистрационный номер OO-SJB, заводской 17624, серийный 092) был выпущен в 1959 году (первый полёт совершил 13 декабря). 15 января 1960 года был передан авиакомпании Sabena. Оснащён четырьмя турбореактивными двигателями Pratt & Whitney JT4-9A. На день катастрофы налетал 3038 часов.

## Экипаж и пассажиры
Состав экипажа рейса SN548 был таким:
- Командир воздушного судна (КВС) — 50-летний Луис Ламбрехтс (нидерл. Louis Lambrechts). Очень опытный пилот, налетал 15 384 часа.
- Второй пилот — 48-летний Жан-Эжен Руа (фр. Jean-Eugéne Roy). Очень опытный пилот, управлял самолётами DC-6 и DC-7. Налетал 16 231 час.
- Штурман — Жан-Мари Кин (фр. Jean-Marie Kint).
- Бортинженер — Люсьен Эдувере (фр. Lucien Eduwaere).

В салоне самолёта работали 7 бортпроводников:
- Пьер Ванденбуше (нидерл. Pierre Vandenbussche),
- Марсель Де Майер (нидерл. Marcel De Maeyer),
- Пол Де Вос (нидерл. Paul De Vos),
- Генри Верниммен (нидерл. Henri Vernimmen),
- Роберт Волепп (нидерл. Robert Voleppe),
- Жаклин Ромбо (фр. Jacqueline Rombaut),
- Жаклин Труллеманс (нидерл. Jacqueline Trullemans).

| Гражданство | Пассажиры | Экипаж | Всего |
| ----------- | --------- | ------ | ----- |
| Бельгия     | 6         | 11     | 17    |
| Канада      | 1         | 0      | 1     |
| США         | 54        | 0      | 54    |
| Всего       | 61        | 11     | 72    |

## Хронология событий
Рейс SN548 вылетел из Нью-Йорка в 07:00 UTC, на его борту находились 11 членов экипажа и 61 пассажир. Весь полёт через Атлантический океан прошёл без отклонений, но при подходе к аэропорту Брюсселя самолёт ушёл на второй круг; это было связано с тем, что небольшой самолёт ещё не покинул взлётную полосу № 20.
В чистом небе около 10:00 по Брюссельскому времени след лайнера был виден вдоль траектории прибытия, но при подходе к ВПП № 20, неподалёку от её торца, на высоте 270 метров пилоты увеличили тягу двигателей и убрали шасси. Самолёт ушёл на третий круг для посадки на другую ВПП, всего лайнер совершил три поворота на 360°[уточнить]. Во время этих поворотов угол крена влево всё более и более возрастал, пока рейс 548 не поднялся до высоты 460 метров и накренился почти вертикально. Затем самолёт выровнял крылья, резко задрал нос вверх, потерял скорость и начал быстрое снижение по спирали носом вниз. В 10:05 утра по Брюссельскому времени (09:05 UTC) рейс SN548 рухнул в болотистую местность, прилегающую к фермерскому полю в районе деревушки Берг в Кампенхауте менее чем в 3 километрах от аэропорта Завентем и полностью разрушился.
Обломки лайнера охватило огнём, все 72 человека на его борту погибли. Фермер Тео де Лет (нидерл. Theo de Laet), который работал на своих полях, был убит обломком крыла, другому фермеру (Марселю Лауэрсу (нидерл. Marcel Lauwers)) обломки серьёзно травмировали ногу. Католический священник Джозеф Кёйт (нидерл. Joseph Cuyt), ставший очевидцем катастрофы, бросился к месту падения самолёта, но не сумел приблизиться из-за сильного жара.

## Состав сборной США по фигурному катанию

### Фигуристы-одиночники
- Брэдли Лорд
- Грегори Келли
- Дуглас Рэмси
- Лоуренс Оуэн
- Стефани Уэстерфельд
- Род Ли Майклсон

### Дуэты
- Ила Рэй Хедли / Рэй Хедли-младший
- Лори Джин Хикокс / Уильям Холмс Хикокс
- Мэрибел Оуэн / Дадли Ричардс

### Танцевальные пары
- Диана Шерблум / Ларри Пирс
- Дона Ли Карриер / Роджер Кэмпбелл
- Патрисия Динеен / Роберт Динеен

### Тренеры
- Эди Шолдан
- Мэрибел Винсон-Оуэн
- Дэн Райан
- Уильям Кипп (англ. William Kipp)
- Уильям Своллендер (англ. William Swallender)

### Судьи
- Гарольд Хартшорн
- Эдвард ЛеМер

### Прочие
- Дин МакМин — менеджер сборной
- Уолтер С. Пауэлл — судья

## Расследование
Точную причину катастрофы рейса SN548 установить не удалось. Часть следователей связали её с возможным отказом регулировочного механизма стабилизатора (стабилизаторов). Но поскольку существуют другие гипотезы, этот тезис не может считаться исчерпывающим.